# 木宮茂
木宮 茂（きみや しげる）は、日本のアニメ演出家、アニメ監督。
「木宮茂」「木宮しげる」「きみやしげる」の名前でクレジットされる。

## 参加作品

### テレビアニメ
1981年
- 家族ロビンソン漂流記 ふしぎな島のフローネ（制作進行）
- 忍者ハットリくん（1981年 - 1987年、絵コンテ・演出）

1983年
- パーマン（1983年 - 1987年、演出助手）

1988年-
- それいけ!アンパンマン（絵コンテ）

1989年
- 昆虫物語 みなしごハッチ（1989年 - 1990年、絵コンテ）

1990年
- キャッ党忍伝てやんでえ（1990年 - 1991年、絵コンテ）

1991年
- おばけのホーリー（1991年 - 1992年、絵コンテ）

1996年
- バケツでごはん（演出）
- こちら葛飾区亀有公園前派出所（1996年 - 2004年、絵コンテ・演出）
- きこちゃんすまいる（1996年 - 1997年、絵コンテ）

1997年
- マッハGoGoGo（演出）

1998年
- MASTERキートン（1998年 - 1999年、演出）

1999年
- To Heart（演出）
- アークザラッド（演出）
- モンスターファーム 〜円盤石の秘密〜（1999年 - 2000年、絵コンテ・演出）
- 魔装機神サイバスター（絵コンテ・演出）

2000年
- マイアミ☆ガンズ（絵コンテ・演出）
- ゲートキーパーズ（演出）
- モンスターファーム 〜伝説への道〜（絵コンテ・演出）
- HAND MAID メイ（演出）
- グラップラー刃牙（演出）
- オフサイド（2000年 - 2002年、絵コンテ・演出）

2001年
- こみっくパーティー（演出）
- X -エックス-（2001年 - 2002年、演出）

2002年
- 電光超特急ヒカリアン（2002年 - 2003年、絵コンテ）
- スパイラル 〜推理の絆〜（2002年 - 2003年、演出）
- PIANO（2002年 - 2003年、演出）

2003年
- 探偵学園Q（2003年 - 2004年、絵コンテ）
- ウルトラマニアック（演出）

2004年
- ケロロ軍曹（2004年 - 2011年、絵コンテ）
- 流星戦隊ムスメット（監督・絵コンテ・演出）
- 焼きたて!!ジャぱん（2004年 - 2006年、演出）

2005年
- うえきの法則（2005年 - 2006年、演出）
- 涼風（絵コンテ・演出）
- 格闘美神 武龍（2005年 - 2006年、絵コンテ・演出）

2006年
- 格闘美神 武龍 REBIRTH（絵コンテ・演出）
- 彩雲国物語（2006年 - 2007年、絵コンテ）
- Gift 〜ギフト〜 eternal rainbow（監督・絵コンテ・演出・OP絵コンテ・OP演出・ED絵コンテ・ED演出）

2007年
- 爆丸バトルブローラーズ（2007年 - 2008年、絵コンテ）
- かみちゃまかりん（絵コンテ）
- 怪物王女（絵コンテ）
- Myself ; Yourself（絵コンテ）
- しゅごキャラ!（2007年 - 2008年、絵コンテ）

2008年
- 恋姫†無双（絵コンテ・演出）

2009年
- クプ〜!!まめゴマ!（絵コンテ）
- こんにちは アン 〜Before Green Gables（絵コンテ）
- ティアーズ・トゥ・ティアラ 花冠の大地（絵コンテ・演出）
- リストランテ・パラディーゾ（絵コンテ・演出・OP演出）
- 戦う司書 The Book of Bantorra（2009年 - 2010年、絵コンテ・演出）

2010年
- 遙かなる時空の中で3 終わりなき運命（監督）
- いちばんうしろの大魔王（演出）
- 侵略!イカ娘（絵コンテ・演出）

2011年
- カードファイト!! ヴァンガード（2011年 - 2012年、絵コンテ・演出）
- レベルE（絵コンテ・演出）
- もしドラ（絵コンテ・演出）
- 侵略!?イカ娘（絵コンテ・演出）
- たまゆら～hitotose～（OP演出）

2012年
- カードファイト!! ヴァンガード アジアサーキット編（2012年 - 2013年、絵コンテ）
- 這いよれ! ニャル子さん（絵コンテ）
- 銀河へキックオフ!!（2012年 - 2013年、絵コンテ・演出）

2013年
- カードファイト!! ヴァンガード リンクジョーカー編（2013年 - 2014年、絵コンテ）
- 問題児たちが異世界から来るそうですよ?（絵コンテ・演出）
- 団地ともお（2013年 - 2015年、絵コンテ・演出）
- きんいろモザイク（絵コンテ）

2014年
- カードファイト!! ヴァンガード レギオンメイト編（絵コンテ）
- オオカミ少女と黒王子（絵コンテ・演出）

2015年
- 戦国無双（絵コンテ・演出）
- カードファイト!! ヴァンガードG（絵コンテ）
- デュエル・マスターズ VSR（絵コンテ）
- ゆるゆり さん☆ハイ!（演出）
- 新あたしンち（演出）

2016年
- テラフォーマーズ リベンジ（演出）
- 坂本ですが?（演出）
- クオリディア・コード（絵コンテ・演出）
- タイムボカン24（演出）
- モンスターハンター ストーリーズ RIDE ON（演出）

2017年
- Rewrite（演出）
- サクラダリセット（絵コンテ・演出）
- 恋愛暴君（絵コンテ・演出）
- ひとりじめマイヒーロー（絵コンテ・演出）
- UQ HOLDER! 〜魔法先生ネギま!2〜（絵コンテ・演出）

2018年
- 閃乱カグラ SHINOVI MASTER -東京妖魔篇-（絵コンテ・演出）

2019年
- Re:ステージ! ドリームデイズ♪（絵コンテ・演出）

2020年
- number24（監督・絵コンテ・演出）

2021年
- 五等分の花嫁∬（演出）
- TSUKIPRO THE ANIMATION2（監督）

2022年
- CUE!（絵コンテ）

2023年
- おかしな転生（絵コンテ）

2024年
- 新米オッサン冒険者、最強パーティに死ぬほど鍛えられて無敵になる。（絵コンテ・演出）

2025年
- 誰ソ彼ホテル（絵コンテ・演出）
- ずたぼろ令嬢は姉の元婚約者に溺愛される（演出）

### 劇場アニメ
- デジモンアドベンチャー tri. 第3章「告白」（2016年、演出）
- PEACE MAKER 鐵 前篇『想道〜オモウミチ〜』（2018年、監督）
- PEACE MAKER 鐵 後篇『友命〜ユウメイ〜』（2018年、監督）

### OVA
- 神秘の世界エルハザード（1995年、絵コンテ・演出）
- 銀河英雄伝説 OVA第4期（1996年 - 1997年、絵コンテ・演出）
- 思春期美少女合体ロボ ジーマイン（1999年、絵コンテ・演出）
- HAND MAID マイ（2003年、監督）
- わんおふ -one off-（2012年、チーフディレクター・絵コンテ・演出・ED演出・アイキャッチ演出）